# Єрейментауська міська адміністрація
Єреймента́уська міська адміністрація (каз. Ерейментау қаласы әкімдігі, рос. Ерейментауская городская администрация) — адміністративна одиниця у складі Єрейментауського району Акмолинської області Казахстану. Адміністративний центр та єдиний населений пункт — місто Єрейментау.
Населення — 12652 особи (2021; 12518 у 2009, 15087 у 1999, 15973 у 1989).
Станом на 1989 рік існувала Єрментауська міська рада (місто Єрментау).